# Грюнберг, Петер
Петер Андреас Грю́нберг (нем. Peter Andreas Grünberg; 18 мая 1939, Пльзень, нынешняя Чехия — 7 апреля 2018, Юлих, Германия) — немецкий физик, специализировавшийся в области физики твёрдого тела. Самым известным его открытием является эффект гигантского магнетосопротивления (ЭГМС), за которое он был удостоен Нобелевской премии в 2007 г. (совместно c Альбером Фертом)

## Биография
После переселения в Германию Грюнберг проживал со своими родителями в городе Лаутербах в федеральной земле Гессен. В 1959 г. он сдал экзамены на допуск в университет (Abitur). Начиная с 1962 г. он обучался во Франкфуртском университете и в Дармштадтском техническом университете. С 1966 по 1969 гг. Грюнберг проходил аспирантуру у профессора Штефана Гюфнера по теме «Спектроскопические исследования некоторых редкоземельных гранатов» и защитил диссертацию в 1969 г., получив степень доктора философии. Затем он провёл три года в Карлтонском университете в Оттаве. С 1972 года работал научным сотрудником в исследовательском центре Юлиха. С момента выхода на пенсию в 2004 г. Грюнберг работал в качестве приглашённого учёного в исследовательском центре Юлиха в институте исследования твёрдого тела, отделении электронных свойств.

## Работы
Грюнберг был одним из первых, кто занялся исследованием магнитных свойств тонких плёнок. Эта область исследований изучает спиновые свойства материалов и называется спинтроникой. Результаты исследований позволили создать новые, уменьшенные электронные устройства.
В 1986 г. Грюнберг открыл анти-ферромагнитную взаимосвязь в слоях железа и хрома.
В конце 1987 г. Грюнберг открыл, почти одновременно с Альбером Фертом, эффект гигантского магнетосопротивления, при помощи которого в конце 1990-х годов удалось резко увеличить ёмкость накопителей на жёстких магнитных дисках. Принцип действия большинства головок записи/считывания информации по состоянию на 2007 год основывался на этом эффекте. Плата за лицензии на использование патентов (начиная с патента DE 3.820.475 «сенсоры магнитного поля с тонким ферромагнитным слоем» дата заявки 16.06.1988) поступает на счёт института в Юлихе и составляет двузначные миллионные суммы.

## Награды и звания
- Международная премия за новые материалы (1994)
- Премия Еврофизика (1997)
- Премия Вольфа по физике (2006/7)
- Нобелевская премия в области физики (2007)
- Премия Японии (2007)